# Leonid Kharitonov (acteur)
Ne doit pas être confondu avec Leonid Kharitonov.
Pour les articles homonymes, voir Kharitonov et Leonid Kharitonov.
Leonid Vladimirovitch Kharitonov (en russe : Леонид Владимирович Харитонов), né en 1930 et mort en 1987, est un acteur soviétique et russe.
Artiste émérite de la RSFSR en 1972.

## Filmographie partielle
- 1954 : School of Courage : Boris Gorik
- 1955 : Soldat Ivan Brovkin (en russe : Солдат Иван Бровкин) : Ivan Brovkin
- 1968 : Par feu et par flammes (Огонь, вода и… медные трубы) de Alexandre Rou : Fedulov VI
- 1979 : Moscou ne croit pas aux larmes (en russe : Москва слезам не верит ; translit. Moskva slezam ne verit) : Leonid Kharitonov[1],[2]
- 1979 : Quelques jours de la vie d'Oblomov (en russe : Несколько дней из жизни И. È. Обломова) : Luka Savich[3]
- 1982 : Magiciens (en russe : Чародеи) : Amatin[4]
- 1986 : Inside allowed  : le professeur voisin[5],[6],[7],[8],[9],[10]

## Récompenses et distinctions
- (en) Leonid Kharitonov: Awards, sur l'Internet Movie Database